# Ваба (приток Систы)
Ваба — река в России, протекает по Ломоносовскому и Кингисеппскому районам Ленинградской области. Устье реки находится в 10 км от устья Систы по её правому берегу. Длина реки составляет 11 км.

## Данные водного реестра
По данным государственного водного реестра России относится к Балтийскому бассейновому округу, водохозяйственный участок реки — Реки бассейна Финского залива от северной границы бассейна реки Луги и до южной границы бассейна реки Невы. Относится к речному бассейну реки Нарва (российская часть бассейна), речной подбассейн отсутствует.
Код объекта в государственном водном реестре — 01030000712102000025529.